# فرچه‌پای نقره‌ای
فرچه‌پای نقره‌ای  (نام علمی: Argynnis paphia) از گونه پروانه‌هایی است که در سال ۱۷۵۸ میلادی توصیف علمی شدند. منطقه دیرین شمالگانی همانند اروپا و بخشی از آفریقای شمالی و منطقه معتدله آسیا زیستگاه این گونه‌است.

منطقه دیرین شمالگانی

## نگارخانه

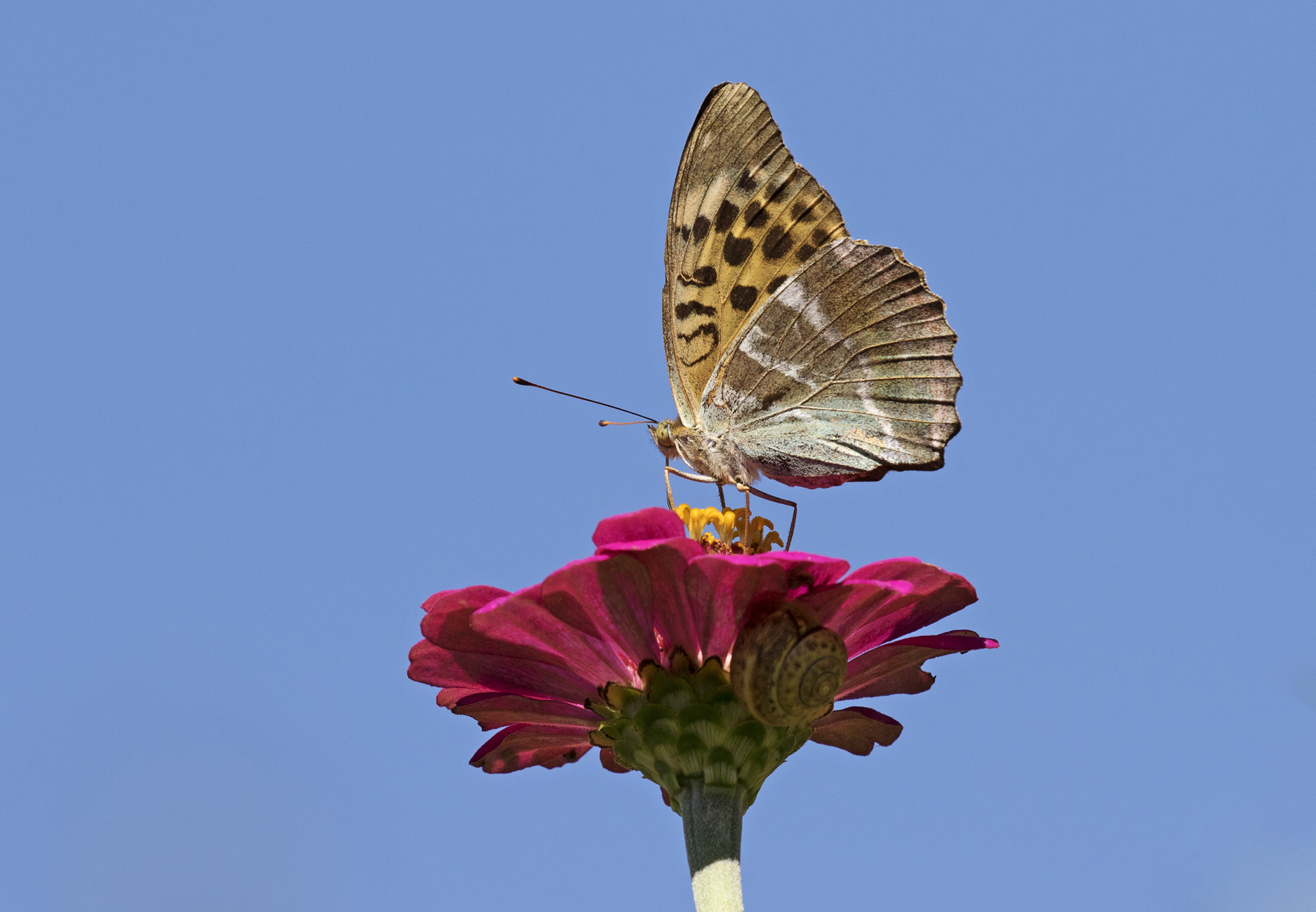
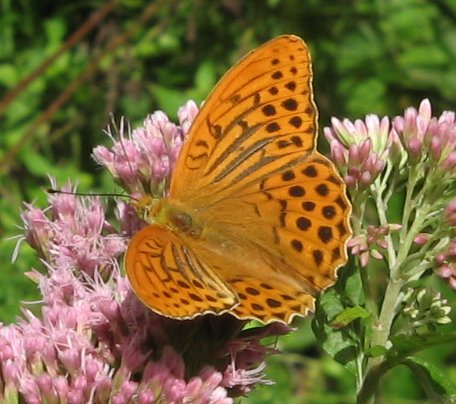
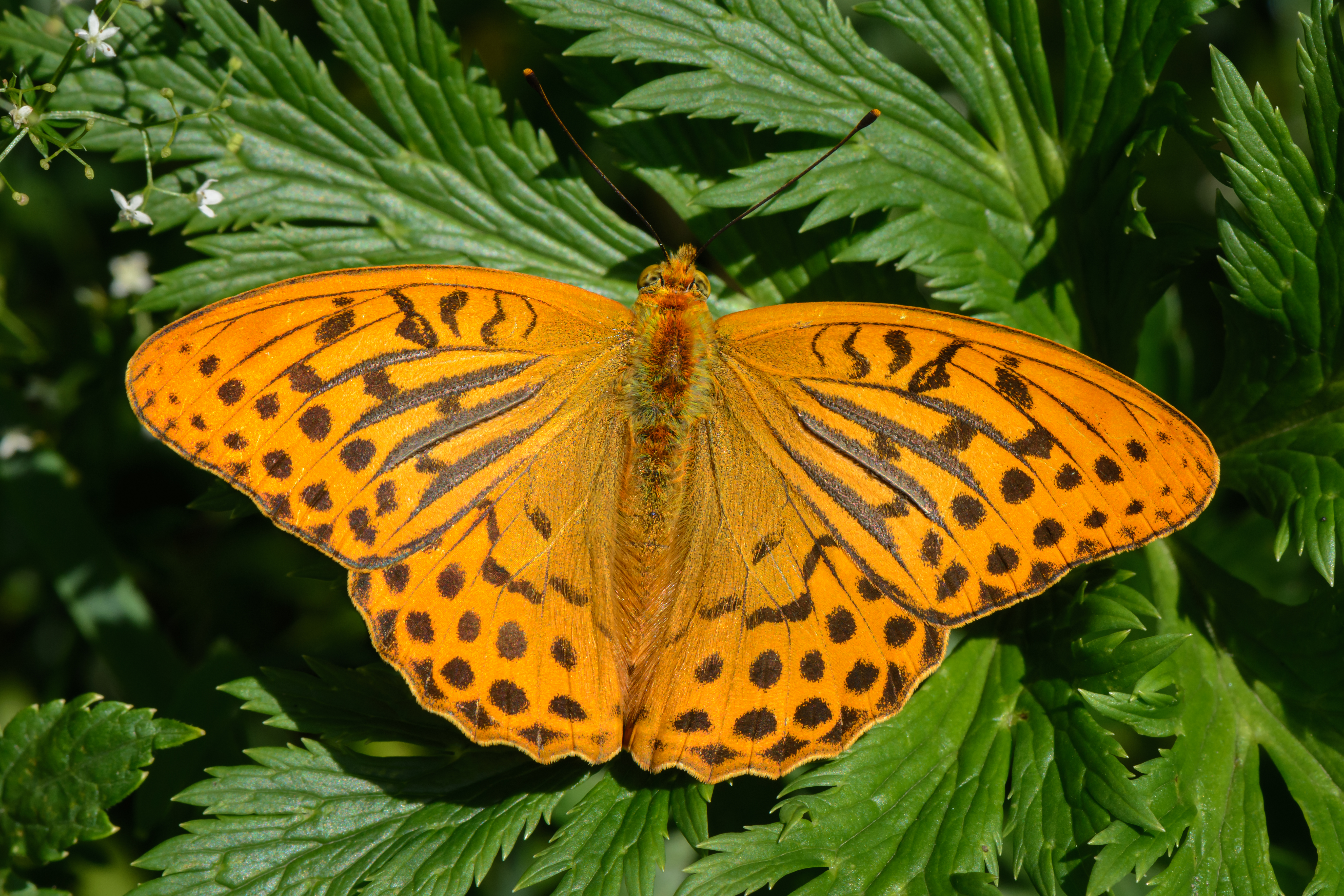